# Shallow
"Shallow" é uma canção gravada pela cantora, compositora e atriz norte americana Lady Gaga e pelo ator e diretor Bradley Cooper para o filme A Star Is Born. Lançada em 27 de setembro de 2018, a canção é vencedora do Oscar, Globo de Ouro e 2 Grammys, além de ter atingido a posição número 1 da Billboard Hot 100. É o single principal da trilha sonora da obra.
Para Gaga, "Shallow" foi um momento crucial em A Star Is Born, já que descrevia os diálogos entre Ally e Jackson. A canção foi escrita através do ponto de vista de Ally, com letras autoconscientes perguntando umas às outras se estavam contentes em serem quem eram. Como uma balada country poderosa, "Shallow" dispõe Gaga e Cooper trocando versos gradualmente e se movimento em direção ao refrão final com um belting executado por Gaga. A gravação é intercalada com o som da plateia e os aplausos do público. "Shallow" foi estreada no Beats 1, programa do radialista Zane Lowe, durante uma entrevista sobre o filme.
A obra recebeu críticas positivas em massa, cujas avaliações giravam em torno dos vocais excelentes de Gaga, aliados à natureza dramática da composição e a letra da música, sendo, ao mesmo tempo, digna para uma indicação ao Oscar. Comercialmente, a música obteve sucesso mundial, superando as paradas musicais da Austrália, Áustria, Croácia, Estados Unidos, Hungria, Islândia, Irlanda, Letônia, Nova Zelândia, Escócia, Suécia, Suíça e Reino Unido, e nas paradas digitais da República Tcheca, Luxemburgo, Eslováquia e de outros países europeus. Além disso, "Shallow" também figurou as primeiras cinco posições das paradas musicais do Canadá, Estônia, Grécia, Israel, Itália, Malásia, Noruega e Portugal. Ademais, a canção venceu no Prêmios Globo de Ouro de 2019 a categoria de Melhor Canção Original, Melhor Canção no Critics' Choice Movie Awards de 2019 , Melhor Trilha Sonora no BAFTA 2019 e dois prêmios no Grammy 2019, Melhor Performance Pop de Grupo/Dupla e Melhor Canção Escrita para Mídia Visual; A canção também ganhou o Óscar de Melhor Canção Original em 2019.
Com "Shallow", Lady Gaga tornou-se a primeira artista musical a vencer cinco premiações na mesma temporada (2019): Oscar, Grammy, Globo de Ouro, BAFTA e Critics' Choice.  Após todas premiações, a canção bateu o recorde de música mais premiada da história, ultrapassando mais de 50 prêmios conquistados, superando "Formation", de Beyoncé (28 prêmios) e "Thriller", de Michael Jackson (23 estatuetas).

## Antecedentes

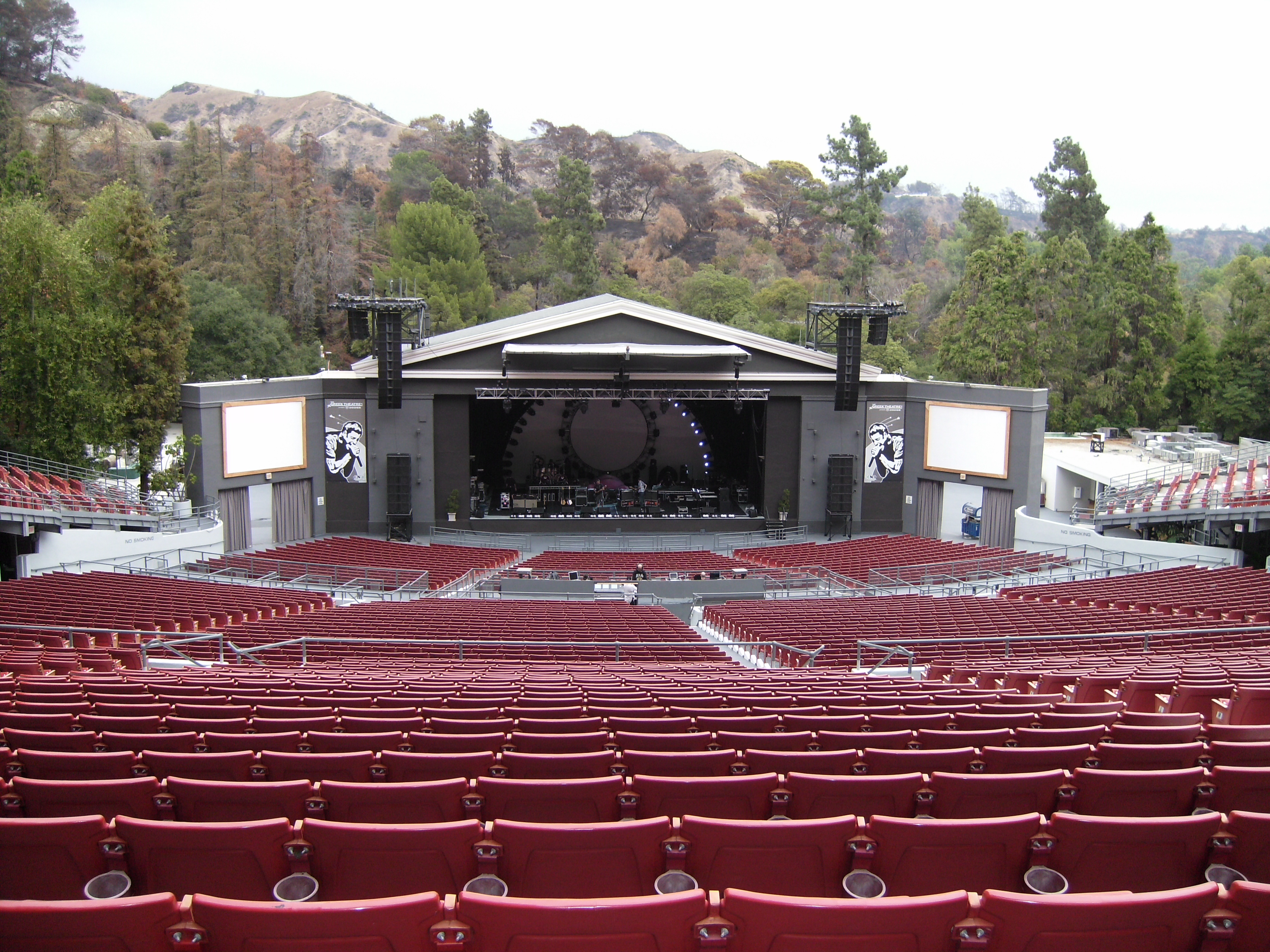
Greek Theatre, em Los Angeles, local onde Cooper e Gaga gravaram e filmaram a sequência para a performance de "Shallow".

Tendo conseguido o papel principal de Ally, Gaga começou a trabalhar nas músicas da trilha sonora de A Star Is Born. A cantora colaborou com Mark Ronson, responsável pela produção de seu álbum de estúdio anterior, Joanne (2016), que continha faixas de country rock e baladas "mais vibrantes" como "Million Reasons" e a faixa-título, que influenciou as músicas do projeto. No filme, depois de conhecer o personagem de Gaga, Ally, o personagem de Bradley Cooper, Jackson Maine, fala com ela sobre suas músicas e sonhos. Ally confessa que escreveu uma música e canta brevemente para Jackson. Suas letras se tornam a base de "Shallow", cuja versão completa é usada em uma sequência quando Jackson entra no palco do espaço musical Greek Theatre, em Los Angeles, e canta os versos iniciais da canção. Antes, havia convidado Ally para ir ao seu show e disse a ela que iria estrear a música, reorganizando para cantar na apresentação.
Para o segundo verso, Ally recebe coragem e sobe ao palco para performar "Shallow", incluindo o refrão com belting. Para filmar as cenas que incluem a canção, Cooper alocou cerca de dois mil fãs de Lady Gaga e depois gravou. A performance de Ally torna-se um vídeo viral e lança sua carreira musical. A faixa se torna uma marca de suas apresentações, e é usada brevemente pela terceira vez quando ela canta no The Forum. Para filmar as cenas que incluem a canção, Cooper alocou cerca de dois mil fãs de Lady Gaga, e assim gravou a parte. Após as filmagens, Gaga entreteve a plateia tocando músicas antigas em piano; Lukas Nelson & Promise of the Real também performaram no local.
"Shallow" foi ouvida pela primeira vez durante um trailer do filme, em junho de 2018, onde aparece torno de um minuto e 46 segundos (1:46) de Gaga começando a cantar o refrão final. Por conseguinte, a sequência filmada foi transformada em um meme da Internet. Uma semana antes do lançamento do filme, a gravadora Interscope confirmou que "Shallow" seria lançada como primeiro single da trilha sonora, em 27 de setembro de 2018. A canção, portanto, foi estreada por Gaga no Beats 1, programa apresentado por Zane Lowe, enquanto concedia uma entrevista sobre o filme. Um vídeo musical foi lançado, mostrando Gaga e Cooper performando a canção, intercalados com cenas de A Star Is Born. Além disso, a música também foi lançada para download digital no iTunes Store, YouTube e Spotify. A estação BBC Radio 2 fez reproduziu a faixa em 13 de outubro de 2018. Nos Estados Unidos, "Shallow" foi enviada às rádios adult contemporary, em 15 de outubro de 2018; no dia seguinte, foi adicionada às rádios contemporary hit radio.

## Escrita e composição
"Shallow" foi uma das primeiras músicas escritas por Gaga, Ronson, Anthony Rossomando, do Dirty Pretty Things, Miike Snow e Andrew Wyatt, do Miike Snow. Ela tocou a melodia para seus colaboradores dois anos antes em um estúdio de gravação em Malibu. Quando Lukas Nelson entrou a bordo durante o desenvolvimento da trilha sonora, o som da faixa evoluiu. Nelson usou sua própria banda, Promise of the Real, como banda de Jackson. Inspirado por Eric Clapton, ele adicionou uma breve introdução ao violão no início de "Shallow", acreditando que tal estrutura seria contrastante com o belting de Gaga, que segue mais adiante na música. Gaga veio ao EastWest Studios para ajudar Nelson na faixa e dirigir a banda. Ele lembrou que, com parte da instrumentação, como as toque do címbalos, foram "foram feitos ao vivo no estúdio com base no que tínhamos naquele instante". Além de produzir a faixa com Gaga, Benjamin Rice gravou nos estúdios EastWest e The Village West, em Los Angeles, assistidos por Bo Bodnar e Alex Williams. Tom Elmhirst fez a mixagem da música no Electric Lady Studios, em Nova Iorque. Foi projetado por Brandon Bost e masterizado por Randy Merrill nos Sterling Sound Studios. Ronson também regravou uma versão inspirada nos anos 80 da canção, acompanhada por grandes tambores; foi usado no filme durante uma sequência em que Ally toca no The Forum, enquanto Jackson comete suicídio.
Gaga descreveu "Shallow" como um momento crucial em A Star Is Born, já que falou sobre as conversas de Ally e Jackson e sua "necessidade e impulso" de se aprofundar e se afastar da área rasa em seu relacionamento, uma interpretação reconhecida pelos críticos. A cantora explicou no Beats 1 que eles escreveram a faixa do ponto de vista de Ally e como ela se tornou parte do motivo pelo qual se apaixonam. "Quando eu estava escrevendo música para o filme, tive que pensar em Ally como se ela não fosse eu. Fui com um som para ela, mesmo no mundo pop, que é diferente de tudo que já fiz antes", esclareceu. As sessões de composição incluíram Gaga ao piano e Ronson, Wyatt e Rossomando na guitarra, enquanto tentavam criar os versos. Ronson explicou que o rascunho original do roteiro tinha Jackson morrendo afogado, o que levou Gaga a escrever a letra: "Eu estou à beira do precipício, assista enquanto mergulho". Inicialmente, "Shallow" era uma música de créditos finais, mas quando o roteiro mudou, tornou-se uma canção de amor sobre Jackson e Ally. Vendo o primeiro trailer do filme, Ronson decidiu não refinar mais a faixa e a manteve como o mix final. Para Gaga, a natureza conversacional das letras ajudou a criar a ária da canção, que ela gravou com uma voz em falsete. Ela também criou a peça com o título da música "Shallow", nas letras "In the sha-ha, sha-ha-ha-la-low".

## Recepção

### Crítica
Brian Truitt, do jornal USA Today, escreveu: "É uma canção dramática e cativante que não só deve concorrer como Oscar de melhor canção original - honestamente, o filme terá algumas músicas para a consideração da Academia - como também pode ser um hit inevitável e favorito nos bares de karaokê de todos os lugares." O portal de notícias brasileiro G1 disse: "No clipe de "Shallow", Lady Gaga mostrou quais são os seus trunfos para ganhar seu primeiro Oscar. [...] Na categoria Melhor Música, pelo menos, Gaga tem muitas chances. "Shallow" é aquela coisa bem Oscar mesmo: é super emotiva, vai crescendo e parece feita para conquistar a família inteira." Clint Worthington, do site norte-americano Consequence of Sound, disse: "a canção "Shallow" é uma das músicas que, nos dias atuais, permeiam a consciência globla de inúmeras formas e que são capazes de mudar a vida. [...] "Shallow" é uma balada completamente cativante." Eve Barlow, numa avaliação para a Pitchfork, afirma que em Shallow "Gaga carrega tudo com uma força familiar, dinamizando sua voz entre um tom forte para um gemido inebriante. [...] Sua performance sugere que A Star Is Born será um drama de pura coragem e determinação. O que podemos esperar de Lady Gaga?"
Maura Johnston, redatora da Rolling Stone, avaliou a canção, dizendo: "[...] Quando Lady Gaga, interpretando Ally que é ingenuamente atraída pelo roqueiro de cabelos grisalhos de Cooper, recebe aplausos, "Shallow" explode em cores, transformando uma simples canção de amor em um grande drama. [...] O momento chave, claro, é a rápida sucessão de notas em 17 segundos na transição da música que, devido ao triunfo vocal, certamente futuras gerações estudarão. Cooper está em algum lugar lá, também, mas Gaga rouba o show tão facilmente quanto em Hollywood, quanto na música pop." Helen Holmes, numa avaliação para a revista Observer, aclamou a canção, dizendo: "A música é uma balada em forma de dueto power-pop que registra um grande momento de Hollywood para esses dois indivíduos incrivelmente talentosos. [...] O poder e a energia da voz de Gaga estão totalmente presentes nesse clipe, mas há menos de sua personalidade extravagante como em "Bad Romance". Ally, portanto, não poderia ser diferente da Mother Monster. "Shallow" é uma música de rock crepitante com elementos pop; é realmente difícil comparar a música com a de qualquer artista em particular." Lars Gotrich, da rádio NPR, afirmou: "Shallow" prepara o palco para um silêncio de canção sentimental e reflexiva, com a gravação optando por manter o ruído do público e sua reação arrebatadora.
Kellen Beck, do portal americano Mashable, analisou a canção, dizendo: "Se esta canção não lhe dá calafrios, eu me sinto mal por você. Lady Gaga e Bradley Cooper deram uma performance inacreditável na canção, criando uma música comovente e que merecedora de prêmio. Ou melhor, todos os prêmios. A voz de Cooper é ótima. Lady Gaga é transcendente - e sim, essa é a música com o famoso vocal de Gaga." Numa avaliação para o portal de entretenimento Collider, Adam Chitwood afirmou: "Vamos esclarecer de uma vez por todas: A Star Is Born é um dos vencedores do Oscar. Desde sua estreia nos festivais de cinema, está claro que o filme será um grande candidato nas concorrências de Melhor Filme, Melhor Diretor e Melhor Ator. Além disso, enseja mais possibilidades no campo da música - sua maior chance de vencer um Oscar devido à música está centrado na canção "Shallow". [...] Trata-se de um número excepcionalmente emocional e que desempenha um papel fundamental ao longo do filme.

#### Acusação de plágio
O cantor e compositor Steven Ronsen alegou que o gancho de "Shallow" é baseado na mesma progressão de três notas – G,A,B – presente em sua canção "Almost", de 2012. Ronsen e seu advogado, Mark D. Shirian, pedem milhões de dólares como parte de um acordo. Por conseguinte, Gaga contratou o advogado Orin Snyder, que afirmou: "Mr Ronsen e seu advogado estão tentando ganhar dinheiro fácil às custas de uma artista bem-sucedida. Isso é vergonhoso e errôneo. Mr Shirian pode seguir com o caso, mas Lady Gaga lutará vigorosamente e vencerá."

### Comercial
Nos Estados Unidos, "Shallow" estreou na 14ª posição da Billboard Digital Songs, com 12.000 cópias de acordo com Nielsen SoundScan. A vendagem, portanto, refere-se às primeiras 12 horas de estreia da canção. Na semana seguinte, "Shallow" atingiu a primeira posição da mesma tabela musical com um total de 58.000 cópias, concedendo a sexta entrada de Lady Gaga na parada. Na Billboard Hot 100, estreou na 28ª posição. Nos primeiros dias de estreia, angariou 8,3 milhões de streams. "Shallow" também atingiu a primeira posição da Canadian Digital Songs, caracterizando a quinta entrada de Lady Gaga na parada desde "Born This Way" (2011). Consecutivamente, estreou na 16ª posição da Canadian Hot 100.
Na Austrália, "Shallow" estreou na 25ª posição na ARIA. No Reino Unido, estreou na 13ª posição da UK Singles Chart, com 20.425 cópias vendidas, de acordo com a Official Charts Company. Na Irlanda, atingiu a primeira posição no país, caracterizando, também, a primeira entrada de Bradley Cooper na parada. Em 4 de março de 2019, "Shallow" atingiu o topo da Billboard Hot 100, com 115 000 cópias puras, 27,3 milhões de streams e 34,8 milhões em audiência radiofônica. Desse modo, a canção é a primeira vencedora do Oscar de Melhor Canção Original a atingir o topo da parada desde "Lose Yourself", de Eminem, do filme 8 Mile (2002), e a primeira entrada de Bradley Cooper na mesma tabela. Permanecendo por 45 semanas consecutivas, consagrou-se como a canção vencedora do Oscar de Melhor Canção Original a passar mais tempo na tabela musical.

## Outras versões
Em maio de 2019, a cantora brasileira Paula Fernandes gravou uma versão em português da canção intitulada "Juntos", em dueto com o cantor compatriota Luan Santana representando os vocais masculinos da versão original. A canção se tornou alvo de comentários negativos e memes pouco antes de seu lançamento oficial.

## Desempenho nas tabelas musicais
| Tabela musical (2018-19)                      | Melhor posição |
| --------------------------------------------- | -------------- |
| Argentina (Argentina Hot 100)                 | 77             |
| Roménia (Airplay 100)                         | 53             |
| Japão (Japan Hot 100)                         | 44             |
| Chéquia (Rádio Top 100)                       | 41             |
| Polónia (Polish Airplay Top 100)              | 34             |
| Canadá (Billboard CHR/Top 40)                 | 30             |
| Hungria (Rádiós Top 40)                       | 28             |
| Coreia do Sul (Gaon)                          | 25             |
| Espanha (PROMUSICAE)                          | 12             |
| Estados Unidos (Billboard Mainstream Top 40)  | 23             |
| Finlândia (Suomen virallinen lista)           | 19             |
| Líbano (Lebanese Top 20)                      | 19             |
| Grécia (IFPI da Grécia)                       | 16             |
| Países Baixos (Single Top 100)                | 12             |
| Canadá (Billboard Hot AC)                     | 10             |
| Singapura (RIAS)                              | 6              |
| Estados Unidos (Billboard Adult Contemporary) | 6              |
| Estados Unidos (Billboard Adult Top 40)       | 6              |
| Estónia (IFPI da Estônia)                     | 5              |
| Malásia (RIM)                                 | 5              |
| México (Monitor Latino)                       | 4              |
| México (Mexico Airplay)                       | 4              |
| França (SNEP)                                 | 3              |
| Israel (Media Forest)                         | 3              |
| Japão (Billboard Japan Hot Overseas)          | 3              |
| Bélgica (Ultratop 50 de Flandres)             | 8              |
| Bélgica (Ultratop 50 da Valônia)              | 2              |
| Grécia (IFPI da Grécia)                       | 2              |
| Hungria (Stream Top 40)                       | 2              |
| Itália (FIMI)                                 | 2              |
| Eslovênia (SloTop50)                          | 2              |
| Brasil (Top 10 Streaming)                     | 2              |
| Austrália (ARIA)                              | 1              |
| Áustria (Ö3 Austria Top 40)                   | 1              |
| Canadá (Canadian Hot 100)                     | 1              |
| Canadá (Billboard Canada AC\|AC)              | 1              |
| Croácia (HRT)                                 | 1              |
| Chéquia (Singles Digitál Top 100)             | 1              |
| Dinamarca (Tracklisten)                       | 1              |
| União Europeia (Billboard)                    | 1              |
| Hungria (Single Top 40)                       | 1              |
| Islândia (Tonlist)                            | 1              |
| Irlanda (IRMA)                                | 1              |
| Letônia (Latvijas Radio)                      | 1              |
| Luxemburgo (Billboard Digital Songs)          | 1              |
| Nova Zelândia (RMNZ)                          | 1              |
| Noruega (VG-lista)                            | 1              |
| Portugal (AFP)                                | 1              |
| Escócia (OCC)                                 | 1              |
| Eslováquia (Rádio Top 100)                    | 1              |
| Eslováquia (Singles Digitál Top 100)          | 1              |
| Suécia (Sverigetopplistan)                    | 1              |
| Suíça (Schweizer Hitparade)                   | 1              |
| Reino Unido (OCC)                             | 1              |
| Estados Unidos (Billboard Hot 100)            | 1              |
| Estados Unidos (Billboard Dance Club Songs)   | 1              |

## Créditos
Todo o processo de elaboração de "Shallow" atribui os seguintes créditos:
Gravação e publicação
- Gravada no Greek Theatre, EastWest Studios, The Village West (Los Angeles, Califórnia)
- Mixada no Electric Lady Studios (Nova Iorque)
- Masterizada no Sterling Sound Studios (Nova Iorque)
- Publicada pelas empresas Sony/ATV Songs LLC / SG Songs LLC (BMI) / ImageM CV / Songs of Zelig (BMI), Stephaniesays Music (ASCAP) / Downtown DLJ Songs (ASCAP) by Downtown Music Publishing LLC, Whiteball Music Publishing Group / Downtown DMP Songs (BMI), Warner-Barham Music LLC (BMI) / Admin by Songs of Universal (BMI) / Warner-Olive Music LLC (ASCAP)

Produção
| - Lady Gaga – composição, produção, vocalista principal - Bradley Cooper – vocalista principal - Mark Ronson – composição - Anthony Rossomando – composição - Andrew Wyatt – composição - Benjamin Rice – produção, gravação - Bo Bodnar – assistência de gravação - Alex Williams – assistência de gravação - Tom Elmhirst – mixagem | - Brandon Bost – engenharia de mixagem - Randy Merrill – masterização - Anthony Logerfo – bateria - Corey McCormick – baixo - Alberto Bof – teclado - Lukas Nelson – violão - Jesse Siebenberg – guitarra havaiana - Eduardo 'Tato' Melgar – percussão |

## Histórico de lançamento
| Região         | Data                   | Formato                    | Gravadora             | Ref.   |
| -------------- | ---------------------- | -------------------------- | --------------------- | ------ |
| Mundo          | 27 de setembro de 2018 | Download digital streaming | Interscope            | [ 1 ]  |
| Itália         | 5 de outubro de 2018   | Contemporary hit radio     | Universal Music Group | [ 97 ] |
| Reino Unido    | 13 de outubro de 2018  | Contemporary hit radio     | Interscope            | [ 98 ] |
| Estados Unidos | October 15, 2018       | Hot Adult Contemporary     | Interscope            | [ 13 ] |
| Estados Unidos | 16 de outubro de 2018  | Contemporary hit radio     | Interscope            | [ 14 ] |